# Marjolein Houtsma
Marjolein Houtsma ist eine ehemalige niederländische Squashspielerin.

## Karriere
Marjolein Houtsma war ab Mitte der 1980er- bis Ende der 1990er-Jahre auf der WSA World Tour aktiv. Im Laufe ihrer Karriere platzierte sie sich in der Weltrangliste innerhalb der Top 20. Mit der niederländischen Nationalmannschaft nahm sie 1985, 1987, 1989, 1990, 1992, 1994 und 1998 an der Weltmeisterschaft teil, zudem stand sie mehrfach im Kader bei Europameisterschaften. 1990, 1991 und 1993 belegte sie mit der Mannschaft jeweils den zweiten Platz.
Bei Weltmeisterschaften im Einzel stand Houtsma zwischen 1987 und 1992 viermal im Hauptfeld. Ihr bestes Abschneiden erzielte sie 1989 mit dem Einzug in die zweite Runde, in der sie Alison Cumings in drei Sätzen unterlag. Bei den übrigen drei Teilnahmen schied sie jeweils in der Auftaktrunde aus.
2014 wurde sie in das Board of Directors der Women’s Squash Association gewählt, die aber nur ein Jahr später in der Professional Squash Association aufging. Im Juni 2020 wurde sie zur Präsidentin des niederländischen Squashverbandes gewählt.
Beruflich war sie außerdem im Sportmarketing und als Veranstalterin von Sportveranstaltungen tätig. Derzeit arbeitet sie als Französischlehrerin an Schulen. 

## Erfolge
- Vizeeuropameisterin mit der Mannschaft: 1990, 1991, 1993